# Байюнь (Гуанчжоу)
Байю́нь (кит. упр. 白云, пиньинь Báiyún) — район городского подчинения города субпровинциального значения Гуанчжоу провинции Гуандун (КНР).

## История
Исторически эти земли входили в состав уездов Паньюй (番禺县) и Наньхай (南海县). В 1930-х годах они были постепенно переведены под юрисдикцию Гуанчжоу.
В 1956 году был образован Пригородный район (郊区). В 1973 году из Пригородного района был выделен район Хуанпу, в 1985 году — район Тяньхэ.
Постановлением Госсовета КНР от 23 января 1987 года Пригородный район Гуанчжоу был переименован в район Байюнь.
19 декабря 2013 года были созданы четыре новых подрайона (Юньчэн, Хелонг, Байюньху и Симэнь).

## Административное деление
Район делится на 18 уличных комитетов и 4 посёлка.

## Экономика
Байюнь известен своими большими оптовыми рынками, которые специализируются на продаже одежды, обуви, аксессуаров, косметики, инструментов для макияжа, часов (в районе расположен крупнейший в городе часовой рынок Наньфан). Также в Байюане имеется много фабрик, которые производят рекламно-выставочное оборудование, в том числе светодиодные лампы, рекламные щиты и вывески.